# Dee Jay
Dee Jay is een personage uit Capcoms reeks van Street Fighter-gevechtsspellen.

## Voorkomen
Door zijn positieve instelling heeft Dee Jay een onophoudelijke glimlach op zijn gezicht. Hij draagt een lange rode trainingsbroek waarop aan beide zijden "MAXIMUM" te lezen is van boven naar beneden. Zijn kapsel bestaat uit een gevlochten hanenkam en een ingeschoren letter "M" boven elk oor. Dee Jay heeft bloedgroep AB, meet 184 cm en weegt 92 kg. Zijn maten zijn: borst 130 cm, taille 89 cm, heupen 94 cm. Zijn geboortedatum is 31 oktober 1965, wat inhoudt dat hij ongeveer 28 jaar was ten tijde van zijn eerste spel Super Street Fighter II in 1993.

## Achtergrond
Hij is een opgewekte Jamaicaanse kickbokser die het liefst vecht onder het genot van opzwepende muziek. Uiteindelijk wordt hij een ware vedette in de muziekwereld, wat hem er niet van weerhoudt tijd te maken voor zijn sport: hij doet weer mee aan het World Warrior-toernooi in de hoop inspiratie op te doen voor nieuwe nummers. Zijn bijnaam luidt "The Southern Comet".

## Films
Dee Jay speelt eveneens een rol in Street Fighter-films. In de speelfilm werd hij gespeeld door Miguel A. Núñez jr. en is hij lid van Shadoloo, iets wat niet strookt met het verhaal in de spellen. In Street Fighter: The Animated Movie heeft hij slechts een kleine rol.

## Citaten
- "Your problem is that you don't have any rhythm!"
- "Were my killer combos too much for you?!"

## Trivia
- Dee Jay is het enige personage in de spellenreeks dat werd ontworpen door de Amerikaanse afdeling van Capcom. Hij werd ontworpen door James Goddard, die Dee Jay baseerde op tae-bo-goeroe en filmster Billy Blanks.
- In eerste instantie zou het woord "MANTIS" (roofsprinkhaan) op Dee Jays broek staan. Toen zijn ontwerpers zich realiseerden dat de N en de S omgedraaid zouden worden als het personage de andere kant uit keek, werd het vervangen door het spiegelbare woord "MAXIMUM".
- Hoewel hij Jamaicaans is heeft Dee Jay in Street Fighter: The Animated Movie een Amerikaans accent.

Abel · 
Adon · 
Akuma · 
Alex · 
Balrog · 
Birdie · 
Blanka · 
Cammy · 
Charlie · 
Chun-Li · 
Cody · 
Crimson Viper · 
Dan · 
Dee Jay · 
Dhalsim · 
De Dolls · 
Dudley · 
Eagle · 
E. Honda · 
Elena · 
El Fuerte · 
Fei Long · 
Gen · 
Gill · 
Gouken · 
Guile · 
Guy · 
Hakan · 
Hugo · 
Ibuki · 
Ingrid · 
Juri · 
Karin · 
Ken · 
M. Bison · 
Makoto · 
Necro · 
Oni · 
Oro · 
Poison · 
R. Mika · 
Remy · 
Rolento · 
Rose · 
Rufus · 
Ryu · 
Sagat · 
Sakura · 
Sean · 
Seth · 
T. Hawk · 
Twelve · 
Urien · 
Vega · 
Yang · 
Yun · 
Zangief